# ویژخ
ویژخ (به لاتین: Wierzch) یک روستا در لهستان است که در گمینا گووگووک واقع شده‌است.